# Дункан (король Аргайла)
Дункан (гэльск. Donnchadh) — король Аргайла из рода Макдугаллов (ок. 1200—1247).
После смерти своего отца Дугала, Дункан вместе со своим братом Дугалом Скричем унаследовал центральную часть королевства Островов: Аргайл и ряд близлежащих островов Гебридского архипелага.
В отличие от других потомков Сомерледа этой эпохи, Дункан ориентировался на Шотландию: лишь он один из всех правителей западного побережья упоминается в списках шотландских баронов, а в норвежской «Саге о Хоконе» содержится информация, что Дункан «не был верен королю Норвегии». В 1230 году норвежский флот под командованием Успака, вероятно брата Дункана, появился в регионе с целью восстановить власть короля Норвегии. Дункан был схвачен норвежцами и временно подчинился их власти. Однако после ухода флотилии он вновь вернулся к союзу с шотландским королём. Ориентация Дункана на Шотландию свидетельствовала о расколе гэльско-норвежской элиты королевства Островов и росте шотландского влияния на побережье.

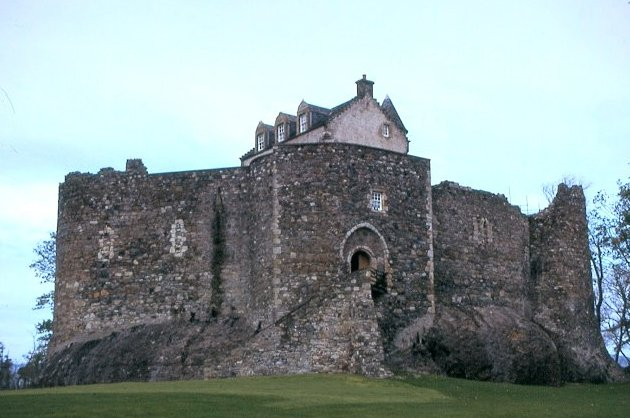
Замок Данстаффнидж, построенный Дунканом

Дункан также известен как основатель монастыря Ардхаттан в Лорне, одного из трёх аббатств Валлискаулинского ордена в Шотландии. Ему также приписывают возведение замка Данстаффнидж на берегу залива Лох-Этайв, одного из самых замечательных архитектурных творений в Шотландии той эпохи.
Дункан, вероятно, погиб в 1247 году в Ирландии, вмешавшись в междоусобные войны между кланами Фицджеральд и О’Коннел. Ему наследовал его сын Юэн.